# ロレンツォ・ダ・フィレンツェ
ロレンツォ・ダ・フィレンツェ（Lorenzo da Firenze、もしくはラテン語で Magister Laurentius de Florentia, 1372年12月ないしは1373年1月没）はトレチェント音楽の作曲家・音楽教師。フィレンツェのフランチェスコ・ランディーニと密接な関係にあった。
生涯についてはほとんど不明であるが、音楽から詳細が推察される。フィレンツェで教育者として活躍し、おそらくランディーニの恩師のひとりであった。1348年に聖ロレンツォ教会の聖職者となり、終身その地位にあった。
ロレンツォ・ダ・フィレンツェは、豪華装飾本『スクアルチャルーピ写本』の代表的な人物で、10曲のマドリガーレと6曲のバッラータ、1曲のカッチャが載っている。さらに2曲のミサ曲断章も現存するが、そのうち1曲は偽作の疑いが拭えない。教育的な作品《 Antefana》は、歌詞において自分が教師であると示唆している。
ロレンツォ・ダ・フィレンツェは進歩的で、時に実験的な音楽家ではあったものの、矛盾するようだが、見方を変えると保守的でもあった。比較的新しい作曲技法といえる模倣や、ヨーロッパ音楽では極めて稀なヘテロフォニーのテクスチュアを利用しているが、いまだに完全音程の並進行も利用している。このため多声の作品でも、たいていの曲がモノフォニーのテクスチュアをとっている。ポリフォニー作品では、声部交換が常用される。さらに、14世紀としては珍しく半音階技法も用いられ、アルス・スブティリオルの作曲家の活躍に先鞭を付けている。
フランス音楽の影響は、いくつかの作品に明らかであり、イタリア音楽としては稀なイソリズムのパッセージが含まれている。記譜法に見られる癖も、フランス音楽とのつながりをほのめかしている。